# 卡伦·霍夫
卡伦·霍夫（丹麥語：Karen Hoff，1921年5月29日—2000年2月29日），丹麦女子皮划艇运动员。她曾代表丹麦参加1948年夏季奥林匹克运动会皮划艇比赛，获得女子单人皮艇500米金牌。